# 세계 대전 Z
《세계 대전 Z》(영어: World War Z)는 2006년 발표된 맥스 브룩스의 종말 공포 소설이다. 전염병으로 인한 좀비 사태가 끝난 후를 배경으로 인류의 생존 이야기를 인터뷰 형식으로 풀어내었다.

## 내용
첫 감염은 중국 대충칭에서 발생한다. 그 곳의 신다창에 사는 어느 아빠와 12살 난 아들이 달낚시(보물을 찾으러 저수지 속으로 다이빙하는 것)를 하다가 아들은 무언가한테 발을 물리고, 아빠는 다시 물 위로 올라오지 못한다. 이후 주민 7명이 그 상황을 발견하고 아이를 구하려고 했지만, 그들은 결국 아이한테 물려 감염되고 만다. 감염된 주민들은 새 마을회관 침대에 눕히고, 아이는 입에 재갈을 물리고 손을 플라스틱 끈으로 묶은 다음 허름한 폐가에 방치해 놓고 나서야 주민들은 의사에게 신고를 한다.
신고를 받은 의사는 도착한 뒤 환자들을 확인하고 충칭 대학 전염병 연구소에 있는 친구한테 전화를 건다. 그 친구가 처음에는 웃으면서 이야기를 했지만, 의사의 이야기를 들을수록 점점 심각한 반응을 보이더니 나중엔 마치 기계처럼 감염자들한테 가까이 가지 말라고 당부한다. 몇 시간 후 특수부대가 와서 감염된 환자들을 싣고, 주민들을 검사한 뒤에 어디론가 떠나버린다.
만약 이 일로 끝났다면 문제가 없었겠지만 하필 밀수업자들이 불법으로 보내던 사람들 중에 감염자가 있었다. 장기매매 조직이 매매한 장기중 일부가 감염된 것이었다. 결국 이로 인해 바이러스가 다른 나라로 점점 더 퍼져간다. 이후 남아프리카 공화국 빈민촌에서 대규모 집단 발병이 일어나는데, 언론은 이를 "아프리카 광견병"라고 보도하기 시작한다. 이를 안 스콧이 백신이라며 "팔랭스"라는 가짜 약을 팔아 수익을 챙기는데, 사람들은 이 약을 믿고 더이상의 재해는 일어나지 않을 거라 안심한다. 하지만 어느 여성 기자가 팔랭스가 가짜 약이란 걸 폭로하면서 사람들은 대공포에 빠지기 시작한다.
대공포 이후,공포에 질린 사람들 사이에 살인과 유언비어가 난무하고 이란과 파키스탄에서는 핵전쟁이 일어났으며,좀비를 동경하여 스스로를 아예 좀비로 만들어버린 퀴즐링들이 생겨나고 좀비들이 온 나라를 뒤덮으면서 절체절명의 위기에 빠졌으나 가까스로 대처하는데 성공한다. 그렇게 대부분의 나라가 좀비들로부터 국토를 다시 되찾는 데에 성공했다. 그러나 많은 사람들이 좀비가 되거나 죽고, 경제가 파탄난데다 자원도 부족하여 예전의 그 모습으로 되돌아가는 건 불가능해 보였다.
작중에서의 인터뷰는 미국이 좀비로부터 승리를 선포한 지 12년, 그리고 중국이 좀비로부터 국토를 되찾은 지 10년이 지난 시점에서 이루어졌다.인터뷰의 순서는 처음 발병이 시작된 중국,러시아,아프간,남아공,브라질에서 시작하여 아메리카 대륙,그리고 유럽,아시아 등지의 국가로 끝난다. 이 시점에서는 식량과 자원이 절대적으로 부족하기에,육군의 장비 수준은 2차대전 수준으로 떨어졌고,공군은 수송기를 뺀 대부분의 장비가 예비역으로 돌려졌고,전세계 사람들의 평균 수명은 엄청나게 떨어졌으며,전세계 해군의 절반 정도가 어선으로 개조되어 사용되고 있다.

## 영화
2007년 브래드 피트의 제작사인 플랜 B 엔터테인먼트가 영화화권을 획득하였으며, 마르크 포르스터가 감독을 맡았다. 2013년 6월 21일에 개봉하였다.